# 宗海乡
宗海乡，是中华人民共和国四川省绵阳市盐亭县曾经下辖的一个乡。2019年12月，撤销宗海乡，将其所属行政区域划归金孔镇管辖。

## 行政区划
宗海乡撤销前下辖以下地区：
西山村、玉京村、五云村、洋溪村、大力村、老房村、红岭村和五龙村。